# ابلنکپی
ابلنکپی (به لاتین: Abelenkpe) در غنا است که در منطقه آکرای بزرگ واقع شده‌است.